# Aglenus chilensis
Aglenus chilensis là một loài bọ cánh cứng trong họ Salpingidae. Loài này được Dajoz miêu tả khoa học năm 1969.